# Proameira phaedra
Proameira phaedra är en kräftdjursart. Proameira phaedra ingår i släktet Proameira och familjen Ameiridae. Inga underarter finns listade i Catalogue of Life.